# Pentacentrus soror
Pentacentrus soror is een rechtvleugelig insect uit de familie krekels (Gryllidae). De wetenschappelijke naam van deze soort is voor het eerst geldig gepubliceerd in 1951 door Lucien Chopard.